# Rötliches Pohlmoos

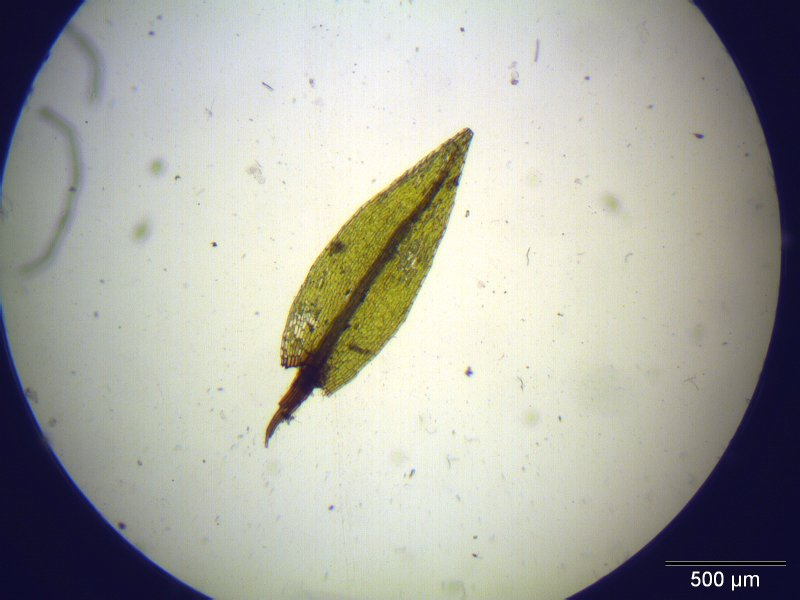
Blatt des Rötlichen Pohlmoos unter dem Mikroskop, Vergrößerung: 40x

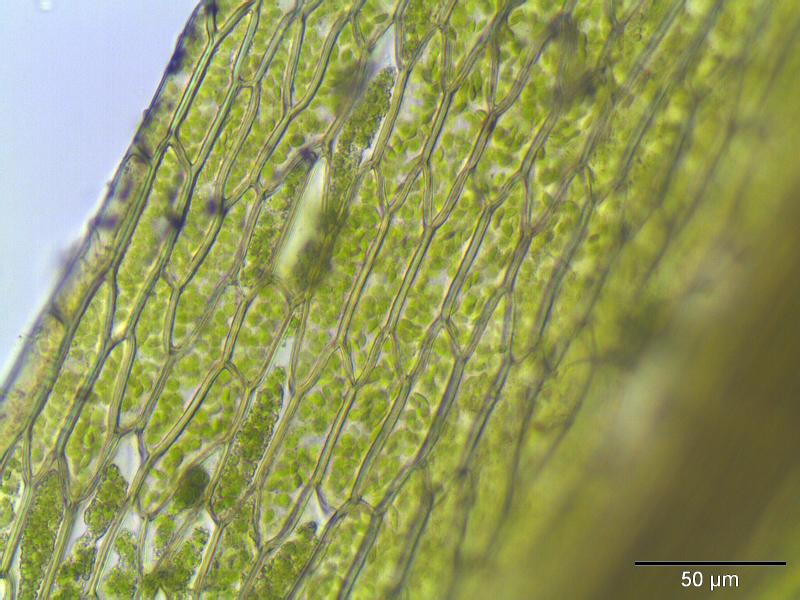
Laminazellen, Vergrößerung: 400x

Das Rötliche Pohlmoos (Pohlia melanodon) wächst in lockeren bis mäßig dichten, meist kleinen, bis 1 cm hohen schmutziggrünen bis bräunlichgrünen, unten rötlich gefärbten Rasen. Nicht selten wird es wegen seiner undeutlichen Merkmalsausprägungen übersehen oder mit anderen Pohlia-Arten verwechselt.

## Erkennungsmerkmale
Die Pflänzchen glänzen nur im feuchten Zustand, im trockenen sind sie deutlich matt. Besonders charakteristisch ist das rötliche Stämmchen, das trocken leicht verbogene, feucht abstehende Blätter trägt, die etwa 3- bis 5-mal so lang wie breit sind. Sie sind allmählich zugespitzt, am Grunde nicht selten rötlich gefärbt und eiförmig bis lanzettlich geformt. Die oberen Schopfblätter sind stets länger und schmaler als die darunter liegenden Blätter. Der Blattrand ist oft leicht umgebogen und kann und in der Mitte auch gesägt sein. Die rötliche Mittelrippe endet gewöhnlich vor oder in der Blattspitze. Die dünnwandigen Laminazellen sind verlängert rhombisch, 4- bis 6-mal so lang wie breit und  in der Blattmitte etwa 60 bis 75 µm lang und 11 bis 20 µm breit. Der Blattrand ist durch 1 oder 2 Reihen schmalerer Zellen schwach gesäumt. 
An den Rhizoiden sind häufig längliche, perlschnurartige und durchsichtige Rhizoidgemmen ausgebildet, die der vegetativen Vermehrung dienen.
Die gelbrötliche, bis 2 cm lange Seta ist an der Spitze hakig gekrümmt und verdickt. Die kegel- bis halbkugelförmige Sporenkapsel ist hängend, rötlichgelb bis bräunlichrot gefärbt und ziemlich plötzlich in einen leicht gebogenen Hals verschmälert. Das äußere, braunrote Peristom weist 25 bis 30 Lamellen auf. Das innere Peristom ist dagegen gelblich gefärbt. Die Sporen haben einen Durchmesser von 14 bis 20 µm und sind oft fein punktiert. Eine Sporenreife erfolgt relativ selten im zeitigen Frühjahr.

## Vorkommen
Das pionierfreudige Rötliche Pohlmoos besiedelt kalk- oder basenreiche, frische, feuchte bis nasse, mäßig nährstoffreiche, lichte bis halbschattige Standorte. Es wächst auf lehmiger oder toniger, offener Erde natürlicherweise an Erdabbrüchen von Schluchten, an Steilhängen von Gewässerufern und sekundär auf Stoppeläckern, an Waldwegen, an Torf-Ausstichen, in Böschungen und Wegrändern. Häufige Begleitmoose sind einige Dicranella-Arten.